# Villa Brody
L'edificio di villa Brody si trova a Chiocchio, una frazione del comune di Greve in Chianti.

## Storia
Pensata come casa per vacanze per l'industriale Brody e la sua famiglia, la villa è stata realizzata tra il 1972 e il 1973 su progetto dell'arch. Roberto Monsani, all'epoca associato agli architetti Giancarlo e Luigi Bicocchi.
La denominazione di villa Brody è rimasta all'edificio anche dopo il passaggio di proprietà allo stesso architetto Monsani, avvenuto pochi anni più tardi.

## Architettura
L'edificio si caratterizza per una estrema rigorosità geometrica, perfettamente inserita nella lezione del movimento moderno ispirandosi in particolare, secondo le parole dello stesso progettista, all'opera di Richard Meier, che visitò la villa appena terminata.
Oltre che segnalata come "oggetto di rarefatta e quasi irreale perfezione sculturale" la villa Brody era stata recensita poco dopo la sua costruzione in alcune riviste italiane e francesi, con parole di grande apprezzamento per il suo spirito rèsolument contemporaine.
Il linguaggio limpido ed essenziale adottato nella villa Brody è stato riproposto da Monsani in altre due opere realizzate successivamente, un edificio per uffici a Pistoia ed una villa unifamiliare a Prato.

### Esterno
La villa sorge isolata sulla sommità di una collina nei pressi dell'abitato di Chiocchio, nella zona del Chianti fiorentino e presenta la particolarità della disposizione opposta all'andamento del declivio.

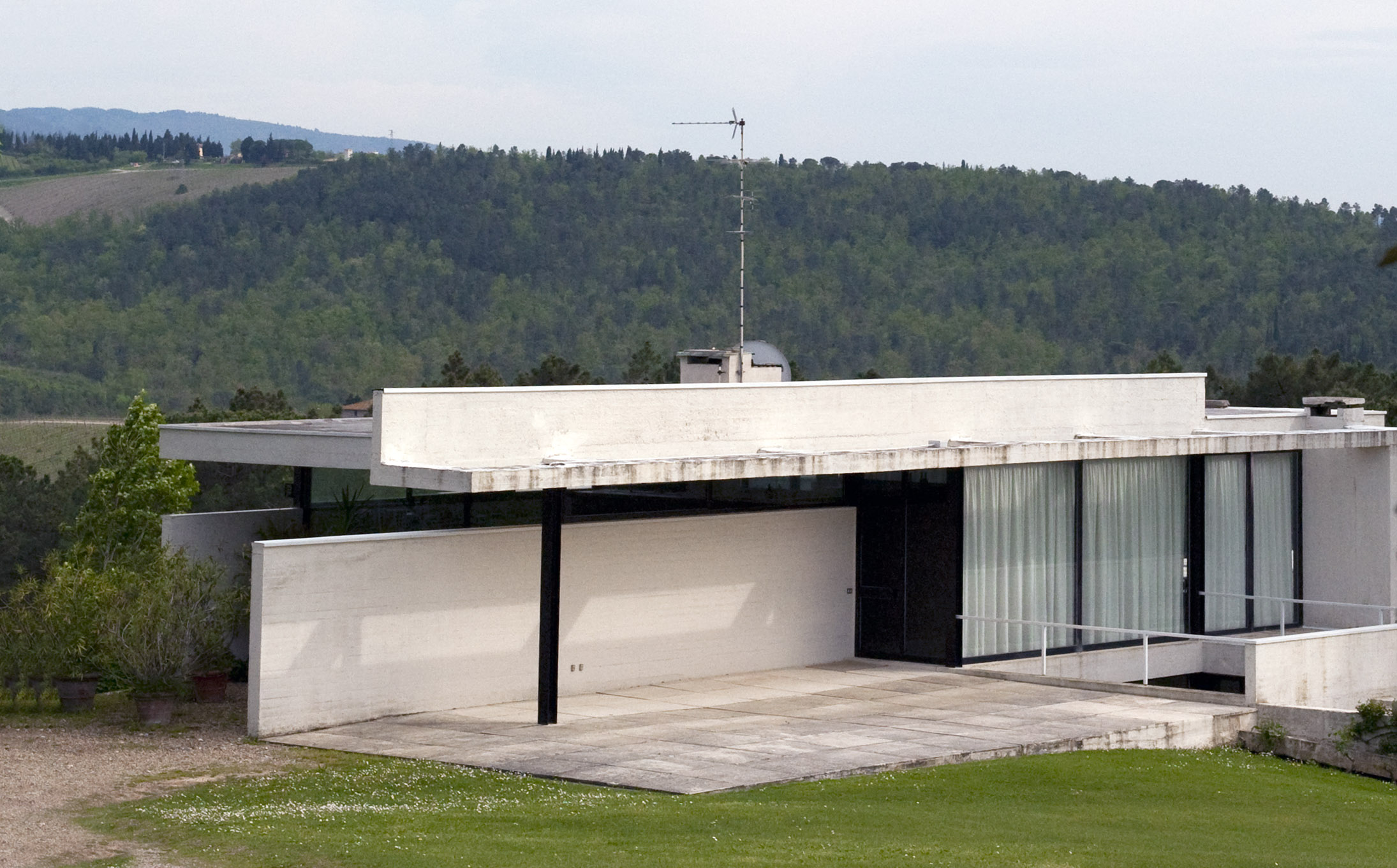
Villa Brody vista dal viale d'accesso

Di impianto longitudinale, essa è infatti collocata quasi a sbalzo sulla collina, in modo che ciascuno dei suoi due piani poggia sul suolo con una estremità per distaccarsene con l'altra, proiettandosi verso la vallata ed entrando in diretto rapporto con lo spazio oltre la collina stessa.
È circondata da un appezzamento di terreno sistemato a prato, delimitato a monte, sulla via Palaia, da una fitta siepe tagliata al centro dalla cancellata di ingresso alla proprietà; sugli altri lati l'area è invece chiusa da una cinta boschiva che protegge la costruzione alla vista dalla strada e che a sua volta esclude la poco felice edilizia del vicino nucleo urbano dagli ampi scorci visuali godibili dalla villa stessa.
Rifiutando qualsiasi mimetismo ambientale a favore di una purissima stereometria volumetrica, la villa si staglia nel verde con i suoi lunghi setti perimetrali in cemento bianco faccia a vista, quasi totalmente chiusi sul lato est, affacciato verso l'abitato di Chiocchio.
Si apre invece alla natura sugli altri lati tramite grandi vetrate a tutta altezza che sostituiscono le tradizionali pareti in muratura e, sul lato ovest del piano inferiore, tramite una piccola corte che funge da spazio-filtro tra l'interno e l'esterno.
La terrazza a sud, che costituisce la copertura di un settore del piano inferiore, si configura come ulteriore elemento di rapporto con l'ambiente circostante.
L'ingresso alla villa è posto a nord, in asse con il viale di accesso. La distribuzione degli ambienti interni avviene in senso longitudinale, in una progressione di spazi separati da elementi di arredo disegnati dallo stesso arch. Monsani e realizzati da artigiani locali.

### Interno
Il rigore geometrico degli esterni si ritrova anche nella definizione dell'interno, caratterizzato dall'alternanza del bianco e del nero degli elementi di separazione degli spazi e delle porte. Uniche note di colore sono il verde chiarissimo della moquette che corre per l'intera abitazione - ad eccezione dei servizi, in ceramica arancione e blu - e il beige dei divani in pelle del soggiorno, anch'essi firmati dallo stesso progettista e prodotti da Acerbis.
Al piano superiore si trovano l'ingresso, la cucina e la sala da pranzo, collegati al piano inferiore tramite una scala rettilinea ritagliata a ridosso del lato Ovest e affacciata sulla piccola corte-filtro pavimentata in gradoni di cemento.
L'avancorpo coperto sul lato est dell'ingresso, che in origine era utilizzato come garage, è stato negli ultimi anni chiuso con una vetrata a nord in modo da realizzare un ulteriore vano di abitazione, destinato a soggiorno-studio. I quadroni di cemento utilizzati per la pavimentazione dello spazio esterno davanti all'ingresso, sono stati in questo ambiente rasierati, ottenendo un particolare, pregevolissimo impiantito.
Al piano sottostante si trovano il soggiorno - totalmente vetrato e separato dal piccolo studio retrostante tramite la parete-camino, attrezzata e apribile - e la zona notte, prolungata rispetto al soggiorno e disimpegnata da questo tramite un corridoio trasversale perimetrato da armadiature; le grandi vetrate che chiudono sul lato Sud le due camere da letto prolungano lo spazio abitativo nel verde circostante.